# 都市交通審議会答申第1号
都市交通審議会答申第1号（としこうつうしんぎかいだい1ごう）は、1956年（昭和31年）8月14日に都市交通審議会が運輸大臣に提出した「東京及びその周辺における都市交通に関する第一次答申」を指す。本項では同答申第1号を受けて1957年9月30日に発行された鉄監第1137号「地下高速鉄道の建設について」と、1957年6月17日に告示された建設省告示第835号「東京都市計画高速鉄道網」についても合わせて記述する。
答申内容は多岐にわたるが、主旨は、1975年（昭和50年）を目標年次とした東京都区部における国有鉄道（当時）および地下高速鉄道（地下鉄）の路線整備計画である。
これらの計画は、東京都心から半径50 km以内の地域の人口が、1955年の約1300万人から、20年後の1975年に約1800万人に増加するという推計を根拠に、通勤通学需要を満足するよう立てられていた。しかしすでに高度経済成長期に入っていた東京圏の旅客輸送需要は推計をはるかに上回って膨張し、1960年にはもはや計画した路線だけでは対応できないことが明らかになった。このため地下鉄整備計画については、1962年6月8日に都市交通審議会答申第6号「東京及びその周辺における高速鉄道特に地下高速鉄道の輸送力の整備増強に関する基本的計画の改訂について」によって改訂されている。

## 地下高速鉄道の整備計画

### 路線選定と整備年度
- 都市計画路線を基礎として11方面から都心に至る路線を整備する。
- 都心部を貫通して両端で国鉄、郊外私鉄に連絡する（よって路線数は11方面÷2＝5.5路線である）。
- 全路線になるべく1回の乗換で連絡できる。

以上を考慮して経路を選定し、次の年度に整備するとしている。なお、詳細な路線図は本答申では示されず、別途都市計画で決定するものとしている。（のちに答申で路線図が示されるようになる。）
| 方面                                      | 都心での結合        | 整備年度                                                                                   |
| ----------------------------------------- | ------------------- | ------------------------------------------------------------------------------------------ |
| 1.馬込、武蔵小山、五反田、品川方面 - 都心 | 下記10と結合        | 1957年度 - 1964年度                                                                        |
| 2.祐天寺、恵比寿方面 - 都心               | 下記8と結合         | 1957年度 - 1964年度                                                                        |
| 3.三軒茶屋、渋谷方面 - 都心               | 下記9と結合         | 渋谷 - 都心、営団地下鉄銀座線として整備済 渋谷 - 三軒茶屋方面への延伸、1957年度 - 1961年度 |
| 4.荻窪、方南町、新宿方面 - 都心           | 下記6と結合         | 営団地下鉄丸ノ内線の延伸、1956年度 - 1962年度                                              |
| 5.中野、高田馬場方面 - 都心               | 下記7、11と結合     | 1964年度 - 1972年度                                                                        |
| 6.向原、池袋方面 - 都心                   | 下記4と結合         | 池袋 - 都心、営団地下鉄丸ノ内線として整備済 池袋 - 向原方面への延伸、1965年度 - 1968年度   |
| 7.下板橋、巣鴨方面 - 都心                 | 上記5、下記11と結合 | 1964年度 - 1972年度                                                                        |
| 8.北千住方面 - 都心                       | 下記2と結合         | 1957年度 - 1964年度                                                                        |
| 9.浅草方面 - 都心                         | 下記3と結合         | 営団地下鉄銀座線として整備済                                                               |
| 10.押上、錦糸町方面 - 都心                | 上記1と結合         | 1957年度 - 1964年度                                                                        |
| 11.江東、東陽町方面 - 都心                | 上記5、7と結合      | 1964年度 - 1972年度                                                                        |

### 郊外私鉄との直通運転
郊外から都心への到着時間の短縮と乗換混雑の緩和を目的に、次の措置をすべきであるとしている。
- 今後建設する地下高速鉄道は、郊外私鉄との間に直通運転を実施すべきであり、そのためには、従来の地下鉄線規格にとらわれることなく、郊外私鉄と規格を統一すべきである。
- 既設地下高速鉄道と既設郊外私鉄との直通運転は、規格が異なるので困難であるが、今後もこれが実施について研究を行うべきである。

### 路線網迅速増強のための経営主体の整備
- 地下高速鉄道の建設は帝都高速度交通営団が行うことを原則とする。
- ただし建設を促進し、急迫した交通事情を打開するため、営団以外の事業者も、営団と緊密な連絡のもとに建設を行うこと認める。

## 鉄監第1137号「地下高速鉄道の建設について」
1957年6月13日、本答申に関連して、運輸省は営団、東京都交通局、東武鉄道、東京急行電鉄、京浜急行電鉄、京成電鉄に対して次の通達を行った。また同年9月30日、同じ内容を鉄監第1137号「地下高速鉄道の建設について」として成文化した。

### 直通運転について
- 営団と東武、東急は北千住 - 中目黒間に新設する地下高速鉄道を通じ、相互直通運転すること。
- 東京都と京成、京急は押上 - 馬込及び泉岳寺 - 品川間に新設する地下高速鉄道を通じ、相互直通運転すること。
これを受けて営団、東武、東急の3者は1957年9月24日に、東京都、京成、京急の3者も同年8月21日に、それぞれ相互直通運転に関する覚書を取り交わした。

### 建設区間について
- 営団は北千住 - 中目黒間の地下高速鉄道を建設すること。
- 東京都は押上 - 馬込間、京急は泉岳寺 - 品川間の地下高速鉄道を建設すること。

### 免許について
- 営団は蔵前二丁目 - 馬込間の地方鉄道免許権を東京都に譲渡すること。
- 営団は泉岳寺 - 品川間の地方鉄道免許権を京急に譲渡すること。
- 東京都は押上 - 蔵前二丁目の地方鉄道敷設の免許を取得すること。
- 次の免許申請書等を取り下げること。

| 事業者       | 区間            | 延長    | 備考                                                       |
| ------------ | --------------- | ------- | ---------------------------------------------------------- |
| 東急         | 中目黒 - 東京   | 8.2 km  |                                                            |
| 東急         | 目黒 - 広尾     | 2.2 km  |                                                            |
| 東急         | 渋谷 - 新宿     | 3.4 km  |                                                            |
| 東急         | 五反田 - 品川   | 1.8 km  |                                                            |
| 東急         | 蒲田 - 大崎     | 7.7 km  | 京浜電気鉄道が1928年5月19日に免許取得。1958年2月17日失効。 |
| 京急         | 品川 - 八重洲通 | 6.8 km  | 京成との連絡付記。                                         |
| 京成         | 押上 - 有楽町   | 7.6 km  |                                                            |
| 東武         | 北千住 - 東京   | 9.0 km  | 小田急電鉄の申請路線が、東武の路線と連絡すると付記。       |
| 東京都交通局 | 五反田 - 北千住 | 18.1 km |                                                            |
| 東京都交通局 | 高田馬場 - 押上 | 14.6 km |                                                            |
| 東京都交通局 | 中目黒 - 大山   | 17.9 km |                                                            |

## 建設省告示第835号「東京都市計画高速鉄道網」
本答申を受け、1957年6月17日に建設省告示第835号「東京都市計画高速鉄道網」が発表された。
| 路線      | 区間                                                                                     | 延長距離 | 開業状況                               | 開業状況                                        | 開業状況                                         |
| 路線      | 区間                                                                                     | 延長距離 | 1956年8月                              | 1962年6月                                       | 備考                                             |
| --------- | ---------------------------------------------------------------------------------------- | -------- | -------------------------------------- | ----------------------------------------------- | ------------------------------------------------ |
| 1号線     | 馬込 - 五反田 - 泉岳寺 - 田町 - 新橋 - 日本橋 - 浅草橋 - 押上                            | 17.3 km  | 未開業                                 | 都営地下鉄浅草線 東日本橋 - 押上、3.8 km        | 押上にて京成押上線と相互直通運転                 |
| 2号線     | 中目黒 - 恵比寿 - 虎ノ門 - 霞ケ関 - 日比谷 - 銀座 - 秋葉原 - 上野 - 北千住               | 20.9 km  | 未開業                                 | 営団地下鉄日比谷線 人形町 - 北千住、8.3 km      | 北千住にて東武伊勢崎線と相互直通運転             |
| 3号線     | 大橋 - 渋谷 - 赤坂見附 - 虎ノ門 - 新橋 - 銀座 - 日本橋 - 神田 - 上野 - 浅草              | 16.1 km  | 営団地下鉄銀座線 渋谷 - 浅草、14.3 km  | 同左 14.3 km                                    |                                                  |
| 4号線     | 荻窪 - 中野坂上 - 新宿 - 四谷 - 赤坂見附 - 霞ケ関 - 銀座 - 東京 - 御茶ノ水 - 池袋 - 向原 | 27.4 km  | 営団地下鉄丸ノ内線 東京 - 池袋、8.7 km | 営団地下鉄丸ノ内線、荻窪線 荻窪 - 池袋、24.2 km |                                                  |
| 4号分岐線 | 方南町 - 中野坂上                                                                        | 2.7 km   | 未開業                                 | 営団地下鉄荻窪線 方南町 - 中野坂上、3.2 km      |                                                  |
| 5号線     | 中野 - 高田馬場 - 飯田橋 - 大手町 - 日本橋 - 東陽町                                      | 15.8 km  | 未開業                                 | 未開業                                          | のちに経路を変更して営団地下鉄東西線として開業。 |
| 5号分岐線 | 下板橋 - 巣鴨 - 水道橋 - 大手町                                                          | 8.4 km   | 未開業                                 | 未開業                                          | のちに計画変更の上、都営地下鉄6号線として開業。  |
| 計        | -                                                                                        | 108.6 km | 23.0 km                                | 53.8 km                                         |                                                  |

## その他
- 5号線について、国鉄中央線と相互直通運転することで、1961年8月30日に営団と国鉄が合意している[3]。
- 3号線について、東急が1956年に免許申請した二子玉川 - 渋谷間の新玉川線と相互直通運転する折衝が、営団と東急の間で行われていた[4]。最終的に3号線大橋 - 渋谷間は新玉川線の一部として都市交通審議会答申第10号（1968年提出）で定められた11号線（渋谷以東は営団半蔵門線として開業）に編入されている。